# Y (C&Kの曲)
「Y」（ワイ）は、C&Kの15枚目のシングル。2017年6月7日に発売された。発売元はユニバーサルミュージック。

## 解説
前作『ヒカリトカゲ』から約8か月振りのシングル。
初回限定盤には、“55”制作ドキュメンタリー「盗撮ぐあいがアリエナティ」と題する、2017年2月9日味園ユニバースで行われたライブ映像を含む、1000時間超えの盗撮映像を編集した“55”の制作過程ドキュメンタリーを収録。
表題曲のPVは、メンバーのCLIEVYの地元である栃木県小山市で撮影を行っており、小山市も全面協力の元、道路も封鎖されこの撮影が行われた。なお、この道は2017年8月26日に開催される小山凱旋野外ライブ「CK無謀な挑戦状 Case3～紅白への道！紅白行こう（150）とかけて!!150分一本勝負!!! 日頃の感謝を込めてまさかの無料!!!〜in 小山」の会場である小山運動公園陸上競技場に向かう道となっている。
CDジャケットには東京都豊島区にあるY字路の写真が使用されている。タイトルの「Y」の由来について、「色々な“Y”の意味が入っています。2つの道が一つになっているようにも見えるし、手を組み合っているようにも見える、泣いているような涙にも見える。それぞれが思う“Y”を多角的に捉えて欲しいなと。そういうのを歌詞とリンクして楽しめたらいいなと。」と語っている。
歌詞では風の音の表記が1番では片仮名、2番では平仮名となっているが、その意図について「1番は幸せなので冷やかされて言われている感じで＜ヒューヒューヒュー＞、2番の方は＜ひゅーひゅーひゅー＞と悲しい感じの風の音」と説明している。
オリコンチャートによる売り上げでは、本作が自身のシングルの中で最も売り上げが高い。

## 収録曲
1. Y
（作詞︰CLIEVY / 作曲︰CLIEVY・栗本修）
2. Good Luck
（作詞・作曲：KEEN）
メ～テレ「ドデスカ!」テーマソング。
3. Y (make up ver.)
4. Y (inst.)